# Trifolium noricum
Trifolium noricum là một loài thực vật có hoa trong họ Đậu. Loài này được Wulfen miêu tả khoa học đầu tiên.